# Рерайтинг (медіа)
Рерайтинг (англ. rewriting) — переписування чужого тексту своїми словами. Фахівців, що лексично змінюють оригінальні тексти, називають рерайтерами. Рерайтинг використовується, по-перше, для того щоб уникнути звинувачень в порушенні авторського права шляхом зміни початкового тексту до рівня оригінального тексту. Послуга затребувана в умовах численного наповнення інтернету новими сайтами та наповнення контентом вже наявних сайтів. Рерайтери пропонують свої послуги за допомогою спеціалізованих бірж статей.

## Основні прийоми і методи рерайтингу
- використання синонімічних слів;
- переклад прямої мови в непряму;
- переміщення абзаців;
- спрощення тексту за рахунок видалення слів і словосполучень, що не несуть смислове навантаження, зміни граматичного ладу речень тощо;
- переписаний текст повинен володіти тим же або меншим обсягом інформації оригінальної статті за умови збереження відповідності смисловому змісту оригіналу. Але також може містити коментарі експертів за умови винесення їх в окрему частину тексту.

## Функції рерайтингу
Рерайтинг затребуваний під час передачі повідомлень інформаційних агентств засобами масової інформації.
Також можна окремо говорити про рерайтинг оригінальних текстів для потреб інтернету: підтримання новинного блоку й пошукової оптимізації (SEO) сайтів.

## Інтернет
В інтернеті термін рерайтинг часто вживають для назви процесу оптимізації статті для наповнення інтернет-сторінки сайту. У такому тексті зміст залишається цікавим та корисним, але акцент робиться на ключових словах для адаптації до пошукових серверів. Після рерайтингу сторінка сайту покращує свої позиції в рейтингах. Інколи рерайтинг, в даному розумінні, розглядають як особливу форму копірайтингу. Такий рерайтинг широко застосовують у маркетингу.